# Sárgahasú kardinális
A sárgahasú kardinális (Caryothraustes canadensis)  a madarak osztályának verébalakúak (Passeriformes) rendjébe és a  kardinálispintyfélék (Cardinalidae) családjába tartozó faj.

## Rendszerezése
A fajt Carl von Linné svéd természettudós írta le 1766-ban, a Loxia nembe Loxia canadensis néven. Tudományos faji neve (canadensis) tévedésen alapul, azt hitték él Kanadában.

## Alfajai
- Caryothraustes canadensis brasiliensis Cabanis, 1851
- Caryothraustes canadensis canadensis (Linnaeus, 1766)
- Caryothraustes canadensis frontalis (Hellmayr, 1905)
- Caryothraustes canadensis simulans Nelson, 1912[2]

## Előfordulása
Panama, Brazília, Francia Guyana, Guyana, Kolumbia, Suriname és Venezuela területén honos. Természetes élőhelyei a szubtrópusi vagy trópusi síkvidéki esőerdők, valamint másodlagos erdők. Állandó, nem vonuló faj.

## Megjelenése
Testhossza 19 centiméter, testtömege 31–36 gramm.
|  |

## Természetvédelmi helyzete
Az elterjedési területe rendkívül nagy, egyedszáma is nagy és ugyan csökken, de még nem éri el a kritikus szintet. A Természetvédelmi Világszövetség Vörös listáján nem fenyegetett fajként szerepel.